# IOS 17
iOS 17 (nome in codice DawnSeed) è la diciassettesima versione del sistema operativo iOS, sviluppato da Apple. È stato annunciato alla Worldwide Developers Conference (WWDC) il 5 giugno 2023 e lo stesso giorno è stata pubblicata la prima beta per gli sviluppatori.

## Caratteristiche
In generale, il sistema operativo conferisce innovazioni a macchia di leopardo, senza stravolgere l'impianto complessivo.

### Interfaccia e nuove funzionalità del sistema

#### Maggiore personalizzazione dello Sfondo
L'immagine di sfondo cambia in base alla modalità chiara o scura. Lo spessore del carattere sulla schermata di blocco può essere regolato più liberamente. Ci sono anche nuovi sfondi caleidoscopio.
Le Live Photo sono supportate come sfondo della Schermata di blocco.
Le foto ridimensionate per lo Sfondo vengono automaticamente estese in alto con una sfumatura che va a riempire lo spazio mancante.

#### Widget Interattivi
I widget sono ora interattivi, sia sulla Home che nella Schermata di blocco; ad esempio, si possono accendere le luci o le tapparelle della casa premendo il pulsante corrispondente del widget Home oppure completare le attività dai promemoria premendo direttamente sull'elenco posizionato nel widget.

#### Miglioramenti sulla Home
È possibile annullare l'operazione di spostamento di un Widget o di un'app scuotendo il telefono.

#### Chiamate Telefoniche ricche di contenuti
Poster dei Contatti permette di personalizzare la schermata di chiamata per ciascun contatto, scegliendo la foto del contatto o anche una memoji, lo sfondo, il font per il nome del contatto ed effetti di colore sul poster, in maniera simile a quanto già avviene con le schermate di blocco di iOS 16.
Live Voicemail consente agli utenti di lasciare un messaggio vocale durante una telefonata, che può essere letto in tempo reale da chi riceve la telefonata tramite una trascrizione sulla schermata di chiamata. 
Voicemail aiuta a combattere le telefonate moleste: invece di rispondere o bloccare subito una chiamata in arrivo da un numero sconosciuto e sospetto, si può lasciare che la chiamata finisca automaticamente per essere trascritta da Voicemail. Dalla cronologia delle chiamate è possibile accedere alle singole trascrizioni effettuate da Voicemail.

#### Tastiera con Correzione automatica e Predizione del testo
Quando si digita una parola sbagliata, la tastiera è in grado di correggerla automaticamente. È anche possibile annullare la correzione toccando la parola sottolineata che è appena stata corretta.
Mentre si digita il testo, vengono suggerite le parole successive e con un tocco sulla barra spaziatrice è possibile aggiungere singole parole o completare un'intera frase grazie a tecniche di intelligenza artificiale.
iOS 17 Beta 2 consente di fare clic tenendo premuto Maiusc in Spotlight per aggiungere una finestra all’area di lavoro corrente in Stage Manager.

#### Tocco Aptico Veloce
Nelle impostazioni di Durata del tocco aptico, si aggiunge una terza durata che è ancora più breve rispetto alle altre due presenti su iOS 16.

#### Modalità Standby
La modalità standby si abilita automaticamente quando il telefono è in carica orientato orizzontalmente e consiste nel visualizzare informazioni sullo schermo tramite widget in stack intelligenti e Live activities. L'aspetto di queste informazioni cambia in base alla luce ambientale, quindi ad esempio di notte appaiono con colori meno appariscenti e meno luminosi per non disturbare.

#### NameDrop
NameDrop consente a due utenti di condividere tra di loro, tramite AirDrop, le informazioni di un contatto, una foto o un file, semplicemente avvicinando i loro iPhone o Apple Watch. Se i due dispositivi si allontanano troppo, il trasferimento non viene interrotto ma può continuare tramite la rete Internet. NameDrop può essere utilizzato anche per avviare un'attività condivisa tramite SharePlay.

#### Miglioramenti nel Centro di Controllo
Inerzia nei controlli del volume e luminosità: è possibile lanciare i controlli su o giù e questi proseguono per un po' nel loro percorso.

#### Miglioramenti nella modalità Full Immersion
Silenzia notifiche: nuova opzione per le notifiche nella modalità full immersion che permette di scegliere di silenziare le notifiche Sempre oppure Quando bloccato.

#### AutoFill avanzato nei PDF e nei documenti scansionati
iOS ora può identificare i campi dei moduli PDF per un inserimento più rapido del testo. Anche le informazioni salvate dall'utente nei Contatti possono essere usate per compilare i campi di un form di un file PDF o di un documento scansionato.

#### Miglioramenti della ricerca Spotlight
La ricerca globale Spotlight ora permette di modificare le impostazioni del sistema direttamente dai risultati della ricerca stessa; ad esempio, se dalla Home si cerca la parola "wifi", fra i risultati di ricerca appare direttamente l'interruttore per spegnere o accendere il Wi-Fi.

#### Miglioramenti alla Ricerca Visiva
La Ricerca visiva è ora in grado di riconoscere nelle foto i simboli delle varie spie presenti nell'automobile, i simboli nelle etichette dei vestiti, gli album musicali dalle copertine, ecc.

#### Miglioramenti alla Rete Cellulare
- Reti private LTE e 5G[7]: è stato aggiunto il supporto per le reti cellulari private, consentendo di connettere un iPhone a una rete cellulare privata 5G o LTE, utilizzando una eSIM o una SIM fisica che è stata specificamente configurata per quella rete.
- Una nuova impostazione per le reti cellulari consente di disabilitare le statistiche di utilizzo della rete dati, se all'utente non interessa sapere quali app stanno consumando dati.

#### Miglioramenti all'Accessibilità
- Voce personale è utile per coloro che rischiano di perdere la capacità di parlare e offre la possibilità di "creare una voce che suoni come loro". Si integra con Live Speech in modo che gli utenti possano parlare con la propria voce personale tramite digitazione del testo durante le chiamate o conversazioni.
- Punta e parla permette agli utenti con disabilità visive di farsi leggere dal telefono cosa c'è scritto sulle pulsantiere degli elettrodomestici o altri apparecchi toccando col dito sui vari pulsanti. Il testo viene annunciato grazie alla combinazione degli input forniti dalla fotocamera, sensore LiDAR e con l'ausilio dell'intelligenza artificiale interna al telefono.
- Accesso assistito: è un'interfaccia utente estremamente semplificata di iOS che si può attivare dalle impostazioni di Accessbilità, utile per le persone con disabilità cognitive.

#### Miglioramenti a Spazio iPhone
Spazio iPhone ora mostra anche i documenti e dati condivisi fra più app di uno stesso produttore.

### Novità delle app

#### Diario
Diario è un'app crittografata end-to-end che consente agli utenti di registrare le proprie attività quotidiane. È inoltre possibile crittografare l'app con Face ID o codice. 

#### Messaggi
- Interfaccia ottimizzata e rivisitata.
- Sticker utilizzabili in Messaggi: le persone e gli oggetti estratti da Ricerca visiva possono ora essere salvati come adesivi da usare nei Messaggi.
- Check-in: consente di garantire che una persona invii una conferma quando ha raggiunto in sicurezza una destinazione desiderata. In Messaggi mostra la carica della batteria e lo stato del telefono (bloccato/sbloccato).
- Trascrizione dei messaggi vocali.
- Rispondere velocemente ad un messaggio tramite swype.

#### FaceTime
- Permette di lasciare un messaggio video o audio quando il destinatario non è disponibile.
- Nuovo effetto video Luce set fotografico per le chiamate FaceTime. È anche possibile regolare l'intensità dell'effetto "Luce set fotografico" e la profondità per l'effetto ritratto.
- Aggiunte le Reazioni, in modo simile alla funzione reazioni in Messaggi.

#### Telefono
- Nella sezione delle chiamate Recenti dell’app Telefono, i numeri sono stati distanziati maggiormente tra di loro. Se prima in una sola schermata venivano elencati 10 numeri di telefono, adesso ne troviamo 7 e mezzo. Il numero massimo di chiamate presenti nella cronologia è stato aumentato a 2000.
- Suonerie diverse per ciascuna SIM.
- Possibilità di scegliere una SIM per chiamare tutti i numeri sconosciuti.
- Contact Posters è la nuova funzione che utilizza una combinazione di effetti per foto, memoji, stili e colori.[8]
- I pulsanti per terminare una telefonata, per silenziare il microfono, ecc. sono posizionati in basso anziché essere al centro dello schermo, così sono più accessibili quando si usa il telefono con una sola mano.
- Aggiunte più di 20 nuove suonerie e suonerie avvisi.

#### Promemoria
L'elenco di un promemoria ora può essere organizzato in sezioni, quindi è possibile aggiungere sezioni in un elenco di un promemoria.

#### Siri
- Gli utenti ora possono semplicemente dire "Siri" invece di "Ehi Siri" per attivare Siri con la voce (non ancora disponibile in lingua italiana). Le domande successive poste a Siri non richiedono di pronunciare nuovamente il comando "Siri".
- Si può chiedere a Siri di inviare un messaggio ("Ehi Siri invia un messaggio") e poi scegliere l’applicazione da utilizzare attraverso un menu a tendina. Dopo la prima modifica, Siri ricorderà la scelta e ci velocizzerà l’operazione.
- Si può chiedere a Siri di leggere una pagina in Safari.
- Possibilità di ritrovare con Siri il telecomando di Apple TV che è stato perso da qualche parte.

#### Safari
- Profili: permettono di mantenere separate le attività di navigazione quando si è al lavoro o a scuola da quelle di casa o personali.[10] Le singole estensioni di Safari possono essere abilitate o disabilitate in base al profilo.
- Navigazione privata protetta da Face ID: le pagine precedentemente aperte in modalità di navigazione privata richiedono il Face ID per essere riviste.
- Motore di ricerca privato: fra le impostazioni di Safari è possibile impostare un motore di ricerca separato da usare nella modalità privata.
- Ascolta Pagina: permette di ascoltare l'intera pagina come audio letto dal telefono.
- Migliorata Cronologia di Navigazione: la cronologia di navigazione ora mostra anche le favicon dei siti, quindi accando al nome del sito e alla sua descrizione compare anche la relativa icona.
- Aggiunto supporto per le immagini JPEG XL e HEIC.

#### Foto
- Ricerca di ricette: è possibile cercare ricette su Internet usando una foto di un cibo.
- Riconoscimento degli animali domestici: cani e gatti vengono riconosciuti e categorizzati automaticamente all'interno della sezione persone.
- Ritaglio semplificato: quando si fa zoom su una foto, compare automaticamente un pulsante per ritagliare la foto senza dover entrare prima in modifica foto.
- Ricerca di oggetti nei video: nella casellina di ricerca basta digitare il nome di un oggetto da trovare e sarà individuato il punto esatto del video in cui compare quell'oggetto.

#### Fotocamera
La fotocamera si arricchisce delle seguenti nuove impostazioni:
- Livello: mostra una linea orizzontale che diventa gialla quando il soggetto è allineato con l'orizzonte.
- Blocca bilanciamento del bianco nei Video registrati: permette di bloccare il bilanciamento del bianco durante la registrazione di un video.
- Deferred Photo Processing: il processo di post-elaborazione Deep Fusion viene eseguito in background, anziché avvenire contestualmente allo "scatto" e solo quando la fotocamera non è in uso. Questo garantisce sessioni di registrazione notevolmente più performanti, senza blocchi dell'otturatore, consentendo di acquisire nuove immagini in qualsiasi momento.[11]

#### Mappe
- Mappe offline: le mappe possono ora essere scaricate per l'uso senza connessione Internet. Viene anche suggerita di scaricare la mappa offline se si cercano le indicazioni relative ad una zona poco coperta dal segnale telefonico.
- Stazioni di ricarica per veicoli elettrici: è possibilità vedere in tempo reale la disponibilità di punti di ricarica per i veicoli elettrici, in particolare quanti posti liberi ci sono in quel determinato punto di ricarica, la tipologia di attacco, ecc.
- Ricerca di persone per nome: è possibile ricercare per nome le persone che hanno condiviso la propria posizione.

#### Dov'è
Condivisione di AirTag: consente di condividere un AirTag con un massimo di cinque persone, consentendo così una collaborazione fra persone nel ritrovamento di un determinato oggetto smarrito.

#### Apple Music
- Playlist collaborative: permettono a un gruppo di utenti di aggiungere e rimuovere brani da una playlist condivisa.
- Dissolvenza tra i brani riprodotti.
- Nuovi widget di Apple Music

#### Meteo
- È stata aggiunta la mappa del vento.
- Confronto di oggi con ieri: l’app Meteo ora consente di confrontare il meteo di oggi con quello di ieri.
- Fase lunare: aggiunta scheda che mostra lo stato corrente della luna, il tempo fino alla prossima luna piena, i tempi di tramonto della luna e di sorgere della luna e il calendario lunare.

#### Salute
- Aggiunto riepilogo dei risultati di allenamento dei tuoi amici.
- Aggiunto monitoraggio dell'umore.

#### Casa
L'app Casa ora include una cronologia delle attività per un massimo di 30 giorni, in modo da poter vedere chi ha avuto accesso alle serrature, alle porte, ai sensori di allarme e quando.

#### TV
Nuovo design per alcuni bottoni.

#### Tempo di utilizzo
Distanza dallo schermo controlla e ti avverte se stai tenendo il tuo iPhone troppo vicino al viso per un periodo di tempo considerevole.

#### Orologio
Timer multipli: è possibile creare e avviare più timer contemporaneamente.

#### App Store
- Ora mostra il tempo rimasto per scaricare un'app.

#### Comandi Rapidi
- I comandi associati alle varie app vengono mostrati nella ricerca Spotlight quando si cerca quell'app. Ad esempio quando si cerca l'app Fotocamera vengono mostrati i comandi per aprire l'app nella modalità Selfie, Ritratto, Cinematica, Time-Lapse, ecc.
- Gli sviluppatori possono definire il colore di sfondo di questi comandi creati per la loro app. Ad esempio per l'app Libri compaiono i comandi per aprire il libro attuale e per ascoltare il libro attuale dentro ad un riquadro arancione come il colore dell'app Libri.

#### CarPlay
- SharePlay arriva su Apple CarPlay.
- Aggiunta la possibilità di scaricare delle porzioni di mappa per utilizzarle anche senza connessione.
- Aggiunta la possibilità di scegliere la propria rete di ricarica preferita per vedere in tempo reale la disponibilità delle colonnine lungo il proprio tragitto, magari impostato con Siri, che ora si può attivare anche senza il prefissoide “Ehi”.
- Con iOS 17 arrivano anche alcuni ritocchi all’interfaccia grafica di Apple CarPlay. Dalle versioni del ciclo di sviluppo è emersa ad esempio una nuova opzione che scurisce o viceversa schiarisce lo sfondo a seconda della modalità scelta (chiara o scura). Cambia anche il design delle finestre per inviare e riprodurre i messaggi, con aree più grandi e un pulsante per attivare o disabilitare le notifiche per la conversazione aperta.
- Apple ha aggiunto nuovi sfondi per CarPlay.

### Sicurezza e Privacy

#### Riempimento automatico dei codici di verifica ricevuti via Mail
I codici di verifica usa e getta ricevuti in Mail possono essere compilati automaticamente con un tocco, senza uscire da Safari.

#### Pulizia automatica dei codici di verifica
Una nuova impostazione in Passwords consente a iOS di cancellare automaticamente i messaggi dei codici di verifica usa e getta ricevuti in Messaggi o Mail dopo l'inserimento con l'Autofill.

#### Protezione dal tracciamento dei link
Rimuove automaticamente i parametri passati nell'URL di un link che possono tracciare l'utente. Tale protezione è abilitata in Mail, Messaggi e nella modalità di navigazione privata di Safari.

#### Password e Codice di sblocco
- Password di gruppo condivise: è possibile creare gruppi di password da condividere con familiari e amici.
- Password eliminate di recente: è possibile recuperare le password cancellate da non più di 30 giorni.
- Codice di sblocco precedente: se viene dimenticato il codice di sblocco appena cambiato, può essere reimpostato utilizzando il codice precedente entro 72 ore. C'è anche un pulsante per far scadere immediatamente il codice precedente.

#### Passkey assegnata all'Apple ID
In iOS 17, all'Apple ID viene assegnata automaticamente una passkey che può essere utilizzata sui siti di iCloud e Apple senza utilizzare la password.

#### Permessi
- L'aggiunta di un evento nel Calendario da parte di un'app ora viene effettuata senza che l'app sia in grado di accedere a tutte le informazioni presenti nel Calendario.
- Quando le app chiedono di accedere all'intera libreria di foto dell'utente, l'utente può scegliere di condividere solo foto specifiche mantenendo privato il resto della libreria.

#### Miglioramenti nella modalità Lockdown
- Impedisce all'iPhone sia di connettersi alle reti cellulari 2G (essendo meno sicure) che di collegarsi automaticamente a reti wireless non sicure.

- Vengono disabilitate ulteriori API in Safari suscettibili di essere attaccate, come IndexedDB, File API, FileReader API, WebSpeech API, WebLocks API, API sperimentali, ecc.[12]
- Quando si abilita la modalità Lockdown su iPhone, viene attivata anche sull'Apple Watch abbinato. Infatti, watchOS 10 supporta la modalità di Lockdown.

#### Avviso Contenuto sensibile
Rileva foto e video di nudo, oscurandoli con un effetto di sfuocatura prima che possano essere visualizzati.

#### Supporto a Oblivious HTTP (OHTTP)
Introdotto il supporto al protocollo OHTTP che aiuta a nascondere gli indirizzi IP e tutto il contenuto che transita sulla rete quando i client interagiscono coi server di app che possono rivelare informazioni sensibili, come le app di incontri o che trattano dati della salute delle persone.

## Framework di sviluppo
I nuovi framework che si vanno a incrementare con iOS 17 sono i seguenti:
- Cinematic
- DockKit
- SensitiveContentAnalyst
- TipKit
- WorkoutKit

Mentre quelli rimossi sono i seguenti:
- NewsstandKit

## Dispositivi supportati
iOS 17 è disponibile di serie nei seguenti dispositivi:
iPhone 15
- IPhone 15 / 15 Plus
- IPhone 15 Pro / 15 Pro Max

È invece possibile installare iOS 17 nei seguenti dispositivi:
iPhone 14
- iPhone 14
- iPhone 14 Plus
- iPhone 14 Pro
- iPhone 14 Pro Max

iPhone 13
- iPhone 13
- iPhone 13 mini
- iPhone 13 Pro
- iPhone 13 Pro Max

iPhone 12
- iPhone 12
- iPhone 12 mini
- iPhone 12 Pro
- iPhone 12 Pro Max

iPhone 11
- iPhone 11
- iPhone 11 Pro
- iPhone 11 Pro Max

iPhone XS, XR
- iPhone XS
- iPhone XS Max
- iPhone XR

iPhone SE
- iPhone SE (3ª generazione)
- iPhone SE (2ª generazione)